# Ong-Bak: El guerrero Muay Thai
Ong-bak (en tailandés: องค์บาก, romanizado: ʔōŋ bàːk), es una película de artes marciales tailandesa del año 2003, dirigida por Prachya Pinkaew y protagonizada por Tony Jaa. Actualmente ya existen dos secuelas de Ong-Bak, Ong-Bak 2 y Ong Bak 3.

## Argumento
La película cuenta la vida de Ting, un joven huérfano que vive bajo la tutela de un monje budista en un pueblo pobre de Tailandia. Los habitantes del pueblo dan culto a una estatua de Buda, a la que llaman Ong Bak. Una noche unos maleantes traficantes de arte, roban la cabeza de la estatua, y el joven Ting es encomendado por los habitantes de su aldea para recuperarla, y así inicia su travesía a la ciudad para encontrar a los maleantes. 
Allí se encuentra con Humlae un familiar lejano, quien eventualmente lo ayuda a recuperar la cabeza de Ong Bak. Humlae es acompañado por su sobrina Muay Lek, y entre los dos se dedican a realizar apuestas ilegales para vivir. Humlae se aprovecha de la buena voluntad de Ting, y apuesta el poco dinero que llevaba Ting en una pelea callejera. Para recuperar el dinero, Ting lucha contra varios peleadores a los cuales derrota, por medio del antiguo arte marcial tradicional del Muay Boran. A partir de allí Ting es reconocido en el bajo mundo como un luchador con inmenso potencial, aunque Él tiene una misión, y no tiene en sus planes el pelear...

## Personajes
- Tony Jaa como Ting.
- Petchtai Wongkamlao como Humlae/George.
- Pumwaree Yodkamol como Muay Lek.
- Suchao Pongwilai como Komtuan.
- Wannakit Sirioput como Don.
- Chumphorn Thepphithak como Tío Mao.
- Rungrawee Barijindakul como Ngek.
- Chatthapong Pantanaunkul como Saming.